# Rayquaza
Rayquaza (レックウザ Rekkūza?, en el original japonés) es una de las 1025 criaturas de combate ficticias de la franquicia Pokémon, y es un Pokémon legendario.

## Información general
El nombre de Rayquaza puede ser derivado de las palabras inglesas ray y quasar, describiendo como Rayquaza vive bajo la influencia del fenómeno solar como los rayos del Sol. La derivación de la palabra quasar es posiblemente o un malentendido de lo que realmente es un quasar, o una indicación de un origen cósmico. Aunque no es aparente sol en la Romanización, la lectura katakana del nombre además contiene la palabra japonesa para cielo (空 'kū'?).
Rayquaza es un Pokémon legendario del tipo Dragón/Volador de la región de Hoenn que representa los cielos y equilibra los poderes del mar y de la tierra. Este dragón celestial de color verde es conseguido en el nivel 70 de los juegos Pokémon Rubí, Zafiro y Esmeralda. Su historia en los juegos Rubí, Zafiro y Esmeralda es que justo cuando Kyogre iba a acabar con Groudon, bajó de los cielos y detuvo el combate, tras lo que los 3 Pokémon se fueron a dormitar escondidos.
Rayquaza se consigue en el pilar celeste con Nv. 70 con los ataques Vuelo, Descanso, Enfado y Velocidad extrema aprendidos. Para llegar a él es necesario llevar la bici carrera ya que la requieres para subir la torre. Es aconsejable utilizar la Masterball con él. Si no dispones de la Master Ball, lleva sus PS a la zona roja y empieza a lanzarle 40 o 50 Ultra Ball, o si no consigue muchas Turno ball (Timer Ball) que si el combate dura mucho lo atrapas a la primera. A diferencia de otros Pokémon legendarios Rayquaza se puede atrapar antes de la Liga Pokémon, pero solo en la versión Esmeralda.
Rayquaza también tiene aparición en los juego HeartGold y SoulSilver el cual aparece al nivel 50 cuando el personaje trae a Kyogre y Groudon en el mismo equipo.

## En el Anime
Rayquaza es presentado en la séptima película de Pokémon, Pokémon: El Destino de Deoxys. Cuatro años atrás de los principales eventos de la película, Rayquaza estuvo cerca de ser herido en la capa de ozono por el paso de un meteoro que contenía la esencia de Deoxys. Una vez que el Pokémon alien despertó en la tierra, el Hiperrayo de Rayquaza aparentemente lo destruyó. Cuatro años después, Rayquaza viaja a Ciudad Larousse en Hoenn, sintiendo que Deoxys había revivido ahí mismo. Tiene una batalla con Deoxys y sus clones en el espacio aéreo de la ciudad para tratar de minimizar los daños, pero aun así la pelea causó destrucción masiva.
Luego Deoxys encuentra lo que había buscado, e intenta poner a Rayquaza en sumisión; sin embargo, el sistema de seguridad de la ciudad se desconectó, y repentinamente cada humano y Pokémon en el área estaba en peligro de morir por los cubos de seguridad. Rayquaza estaba protegido de la inundación de los cubos por Deoxys hasta que Ash consigue apagar el sistema. Rayquaza descubre que Deoxys no es un enemigo, así que retorna a la capa de ozono mientras Deoxys regresa al espacio exterior.
Un Rayquaza fue visto en la película Pokémon generaciones siendo disparado por misiles. Fue entonces "capturado" y experimentaron en él para propósitos malignos (lo que ocurrió después es desconocido).

## En otros juegos
Rayquaza aparece en el juego Super Smash Bros. Brawl para Wii como un jefe en el modo Aventura del juego. Él aparece de un lago (algo raro por su naturaleza) y lanza una bola de energía a la nave de Fox McCloud y atrapa a Diddy Kong. Fox se enfrenta a él, y Rayquaza lo ataca con otra bola de energía, pero Fox la refleja y lo golpea. Tras esto, Rayquaza se esconde en el lago de nuevo.
- Datos: Q1149899
- Multimedia: Rayquaza / Q1149899